# Jay Will
Jay Will ist ein US-amerikanischer Filmschauspieler.

## Leben
Jay Will erhielt seine Ausbildung als Schauspieler an der Juilliard School in New York. Dort war er in unter anderem in einer Inszenierung von William Shakespeares Macbeth in der Titelrolle zu sehen. Im Jahr 2016 wurde Will von der Nachwuchsschauspielerförderung YoungArts ausgezeichnet und erhielt hierdurch ein Stipendium. Weitere Stationen seiner Ausbildung waren die British American Drama Academy in Oxford, die er im Jahr 2019 besuchte, und die YoungArts Week bei Michael McElroy, Jen Waldman und Kenneth Noel Mitchel.
Im Fernsehen ist Will bekannt aus den Fernsehserien Tulsa King, in der er den frischgebackenen Hochschulabsolventen Tyson spielte, der von der Mafia rekrutiert wird, und aus The Marvelous Mrs. Maisel, in der er in einer Nebenrolle James spielte. In der Filmbiografie Rob Peace von Chiwetel Ejiofor spielt Will in der Titelrolle Robert „Rob“ Peace. Es handelt sich um seine erste Hauptrolle in einem Film. Rob Peace feierte im Januar 2024 beim Sundance Film Festival seine Premiere.
Will lebt in Los Angeles, ist auch als Sänger und Musiker tätig und tritt als Rapper unter seinem Künstlernamen RoyStar SoundSick in Erscheinung. Er steht bei der Universal Music Group unter Vertrag.

## Filmografie
- 2018: Zero (Kurzfilm)
- 2018: Word Is Bond (Kurzfilm)
- 2019: Buffed Up!: The Movie
- 2022–2023: Tulsa King (Fernsehserie, 9 Folgen)
- 2022–2023: The Marvelous Mrs. Maisel (Fernsehserie, 4 Folgen)
- 2024: Rob Peace
- 2024: It Doesn’t Matter